# Bóng nước bãi biển tại Đại hội Thể thao Bãi biển châu Á 2016
Bóng nước bãi biển thi đấu tranh tài tại Đại hội Thể thao Bãi biển châu Á 2016 diễn ra ở Đà Nẵng, Việt Nam từ ngày 27 tháng 9 đến ngày 1 tháng 10 năm 2016 tại công viên Biển Đông, Đà Nẵng, Việt Nam.

## Danh sách huy chương
| Nội dung | Vàng | Bạc | Đồng |
| -------- | --- | --- | --- |
| Nam      | Kazakhstan · Valeriy Shlemov · Yevgeniy Medvedev · Maxim Zhardan · Roman Pilipenko · Miras Aubakirov · Altay Altayev · Rustam Ukumanov | Indonesia · Novian Dwi Putra · Bradley Ignatius Legawa · Muhammad Rizki · Delvin Felliciano · Maulana Bayu Herfianto · Ridjkie Mulia Harahap · Reza Aditya Putra | Trung Quốc · Lý Tống Vũ · Mỗ Minh Đông · Lôi Chấn Duệ · Vương Vân Di · Diêu Tống Cường · Trương Dục Phổ · Nĩ Đông |

## Kết quả
| Xếp hạng | Đội | St | T | H | B | Bt | Bb | Hs  | Điểm |
| -------- | --- | -- | - | - | - | -- | -- | --- | ---- |
| 1        | KAZ | 5  | 5 | 0 | 0 | 77 | 14 | +63 | 10   |
| 2        | INA | 5  | 3 | 1 | 1 | 53 | 37 | +16 | 7    |
| 3        | CHN | 5  | 3 | 1 | 1 | 60 | 38 | +22 | 7    |
| 4        | HKG | 5  | 2 | 0 | 3 | 44 | 62 | −18 | 4    |
| 5        | THA | 5  | 1 | 0 | 4 | 28 | 41 | −13 | 2    |
| 6        | AFG | 5  | 0 | 0 | 5 | 20 | 90 | −70 | 0    |

| 27 tháng 9 9:00 | Hồng Kông                     | 6–15          | Indonesia | Công viên Biển Đông, Đà Nẵng Trọng tài: Damir Temyrkhanov (KAZ) |
| 27 tháng 9 9:00 | Ghi điểm theo hiệp: 1–4, 5–11 |               |           | Công viên Biển Đông, Đà Nẵng Trọng tài: Damir Temyrkhanov (KAZ) |
| 27 tháng 9 9:00 | Cheung H.H., Fung K.C. 2      | Tỷ lệ ghi bàn | Mulia 6   | Công viên Biển Đông, Đà Nẵng Trọng tài: Damir Temyrkhanov (KAZ) |

| 27 tháng 9 10:00 | Trung Quốc                    | 19–7          | Afghanistan | Công viên Biển Đông, Đà Nẵng Trọng tài: Nicholas Tan (SGP) |
| 27 tháng 9 10:00 | Ghi điểm theo hiệp: 12–5, 7–2 |               |             | Công viên Biển Đông, Đà Nẵng Trọng tài: Nicholas Tan (SGP) |
| 27 tháng 9 10:00 | Yao T.Q. 5                    | Tỷ lệ ghi bàn | Rezaie 3    | Công viên Biển Đông, Đà Nẵng Trọng tài: Nicholas Tan (SGP) |

| 27 tháng 9 11:00 | Thái Lan                     | 2–16          | Kazakhstan                     | Công viên Biển Đông, Đà Nẵng Trọng tài: Yang Pang (CHN) |
| 27 tháng 9 11:00 | Ghi điểm theo hiệp: 1–8, 1–8 |               |                                | Công viên Biển Đông, Đà Nẵng Trọng tài: Yang Pang (CHN) |
| 27 tháng 9 11:00 | Suwanchart, Chaisombat 1     | Tỷ lệ ghi bàn | Zhardan, Pilipenko, Ukumanov 4 | Công viên Biển Đông, Đà Nẵng Trọng tài: Yang Pang (CHN) |

| 28 tháng 9 9:00 | Indonesia                     | 18–3          | Afghanistan | Công viên Biển Đông, Đà Nẵng Trọng tài: Wallop Jirathornwattana (THA) |
| 28 tháng 9 9:00 | Ghi điểm theo hiệp: 12–1, 6–2 |               |             | Công viên Biển Đông, Đà Nẵng Trọng tài: Wallop Jirathornwattana (THA) |
| 28 tháng 9 9:00 | Herfianto 6                   | Tỷ lệ ghi bàn | Rezaie 2    | Công viên Biển Đông, Đà Nẵng Trọng tài: Wallop Jirathornwattana (THA) |

| 28 tháng 9 10:00 | Trung Quốc                   | 2–13          | Kazakhstan | Công viên Biển Đông, Đà Nẵng Trọng tài: Nicholas Tan (SGP) |
| 28 tháng 9 10:00 | Ghi điểm theo hiệp: 1–6, 1–7 |               |            | Công viên Biển Đông, Đà Nẵng Trọng tài: Nicholas Tan (SGP) |
| 28 tháng 9 10:00 | Lei Z.R., Yao T.Q. 1         | Tỷ lệ ghi bàn | Ukumanov 5 | Công viên Biển Đông, Đà Nẵng Trọng tài: Nicholas Tan (SGP) |

| 28 tháng 9 11:00 | Hồng Kông                    | 6–5           | Thái Lan                 | Công viên Biển Đông, Đà Nẵng Trọng tài: Yang Pang (CHN) |
| 28 tháng 9 11:00 | Ghi điểm theo hiệp: 4–3, 2–2 |               |                          | Công viên Biển Đông, Đà Nẵng Trọng tài: Yang Pang (CHN) |
| 28 tháng 9 11:00 | Po Y.K. 2                    | Tỷ lệ ghi bàn | Chaisombat, Wongpairoj 2 | Công viên Biển Đông, Đà Nẵng Trọng tài: Yang Pang (CHN) |

| 29 tháng 9 9:00 | Kazakhstan                   | 14–2          | Afghanistan      | Công viên Biển Đông, Đà Nẵng Trọng tài: Jovinus Carolus Legawa (INA) |
| 29 tháng 9 9:00 | Ghi điểm theo hiệp: 7–1, 7–1 |               |                  | Công viên Biển Đông, Đà Nẵng Trọng tài: Jovinus Carolus Legawa (INA) |
| 29 tháng 9 9:00 | Altayev 6                    | Tỷ lệ ghi bàn | Rezaie, Rajabi 1 | Công viên Biển Đông, Đà Nẵng Trọng tài: Jovinus Carolus Legawa (INA) |

| 29 tháng 9 10:00 | Thái Lan                     | 3–5           | Indonesia       | Công viên Biển Đông, Đà Nẵng Trọng tài: Yang Pang (CHN) |
| 29 tháng 9 10:00 | Ghi điểm theo hiệp: 3–3, 0–2 |               |                 | Công viên Biển Đông, Đà Nẵng Trọng tài: Yang Pang (CHN) |
| 29 tháng 9 10:00 | Chaisombat 2                 | Tỷ lệ ghi bàn | Legawa, Mulia 2 | Công viên Biển Đông, Đà Nẵng Trọng tài: Yang Pang (CHN) |

| 29 tháng 9 11:00 | Hồng Kông                    | 3–18          | Trung Quốc          | Công viên Biển Đông, Đà Nẵng Trọng tài: Damir Temyrkhanov (KAZ) |
| 29 tháng 9 11:00 | Ghi điểm theo hiệp: 1–9, 2–9 |               |                     | Công viên Biển Đông, Đà Nẵng Trọng tài: Damir Temyrkhanov (KAZ) |
| 29 tháng 9 11:00 | Po Y.K. 2                    | Tỷ lệ ghi bàn | Zhang J.X., Ni D. 4 | Công viên Biển Đông, Đà Nẵng Trọng tài: Damir Temyrkhanov (KAZ) |

| 30 tháng 9 9:00 | Kazakhstan                    | 15–5          | INA             | Công viên Biển Đông, Đà Nẵng Trọng tài: Nicholas Tan (SGP) |
| 30 tháng 9 9:00 | Ghi điểm theo hiệp: 10–1, 5–4 |               |                 | Công viên Biển Đông, Đà Nẵng Trọng tài: Nicholas Tan (SGP) |
| 30 tháng 9 9:00 | Medvedev, Altayev 4           | Tỷ lệ ghi bàn | Legawa, Rizki 2 | Công viên Biển Đông, Đà Nẵng Trọng tài: Nicholas Tan (SGP) |

| 30 tháng 9 10:00 | Hồng Kông                      | 26–5          | AFG      | Công viên Biển Đông, Đà Nẵng Trọng tài: Damir Temyrkhanov (KAZ) |
| 30 tháng 9 10:00 | Ghi điểm theo hiệp: 15–1, 11–4 |               |          | Công viên Biển Đông, Đà Nẵng Trọng tài: Damir Temyrkhanov (KAZ) |
| 30 tháng 9 10:00 | Fung K.C. 6                    | Tỷ lệ ghi bàn | Rajabi 3 | Công viên Biển Đông, Đà Nẵng Trọng tài: Damir Temyrkhanov (KAZ) |

| 30 tháng 9 11:00 | Thái Lan                     | 5–11          | CHN        | Công viên Biển Đông, Đà Nẵng Trọng tài: Jovinus Carolus Legawa (INA) |
| 30 tháng 9 11:00 | Ghi điểm theo hiệp: 3–5, 2–6 |               |            | Công viên Biển Đông, Đà Nẵng Trọng tài: Jovinus Carolus Legawa (INA) |
| 30 tháng 9 11:00 | Wongpairoj 2                 | Tỷ lệ ghi bàn | Lei Z.R. 5 | Công viên Biển Đông, Đà Nẵng Trọng tài: Jovinus Carolus Legawa (INA) |

| 1 tháng 10 9:00 | Trung Quốc                   | 10–10         | INA               | Công viên Biển Đông, Đà Nẵng Trọng tài: Damir Temyrkhanov (KAZ) |
| 1 tháng 10 9:00 | Ghi điểm theo hiệp: 6–7, 4–3 |               |                   | Công viên Biển Đông, Đà Nẵng Trọng tài: Damir Temyrkhanov (KAZ) |
| 1 tháng 10 9:00 | 4 người chơi 2               | Tỷ lệ ghi bàn | Legawa, Harahap 3 | Công viên Biển Đông, Đà Nẵng Trọng tài: Damir Temyrkhanov (KAZ) |

| 1 tháng 10 10:00 | Thái Lan                     | 13–3          | AFG      | Công viên Biển Đông, Đà Nẵng Trọng tài: Jovinus Carolus Legawa (INA) |
| 1 tháng 10 10:00 | Ghi điểm theo hiệp: 9–1, 4–2 |               |          | Công viên Biển Đông, Đà Nẵng Trọng tài: Jovinus Carolus Legawa (INA) |
| 1 tháng 10 10:00 | Siwalai 4                    | Tỷ lệ ghi bàn | Rezaie 2 | Công viên Biển Đông, Đà Nẵng Trọng tài: Jovinus Carolus Legawa (INA) |

| 1 tháng 10 11:00 | Hồng Kông                       | 3–19          | KAZ        | Công viên Biển Đông, Đà Nẵng Trọng tài: Wallop Jirathornwattana (THA) |
| 1 tháng 10 11:00 | Ghi điểm theo hiệp: 3–10, 0–9   |               |            | Công viên Biển Đông, Đà Nẵng Trọng tài: Wallop Jirathornwattana (THA) |
| 1 tháng 10 11:00 | Cheng, Fung K.C., Cheung T.Y. 1 | Tỷ lệ ghi bàn | Ukumanov 8 | Công viên Biển Đông, Đà Nẵng Trọng tài: Wallop Jirathornwattana (THA) |